# La sposa troppo bella
La sposa troppo bella (La mariée est trop belle) è un film del 1956 diretto da Pierre Gaspard-Huit.

## Trama
Christine è una semplice e ingenua ragazza che vive con le zie nella campagna della provincia francese. Un giorno viene notata da Judith e Michel, rispettivamente direttrice e redattore di una rivista di moda, che la scritturano e la portano al successo come ragazza copertina col nome di Chouchou. Le viene affiancato il mancato attore Patrice, e ben presto la coppia diviene un'icona che porta la tiratura della rivista alle stelle. Grazie a ciò Judith mette in atto un finto matrimonio a scopo pubblicitario, ma l'idea porta all'annullamento di un vero matrimonio e alla nascita di un altro.

## Produzione
Alcune scene vennero girate nella cittadina di Libourne.

## Critica
(Leo Pestelli su La Stampa del 27 aprile 1957)